# Jozef Israëls
Pour les articles homonymes, voir Israëls.
Jozef Israëls, né le 27 janvier 1824 à Groningue et mort à La Haye le 10 août 1911 , est un peintre, lithographe et graveur réaliste néerlandais.
Membre de l'École de la Haye, il illustre une veine du réalisme social en se concentrant principalement sur les déshérités du ghetto d'Amsterdam.
Il est le père du peintre Isaac Lazarus Israëls.

## Biographie
Né dans une famille juive néerlandaise, il commence des cours de peinture et de dessin à l'Academie Minerva de Groningue, à l'âge de onze ans.
En 1842, il se rend à Amsterdam pour étudier auprès des peintres Jan Adam Kruseman et Jan Willem Pieneman.
Arrivé à Paris en 1845, il devient l'élève de Paul Delaroche, Horace Vernet et James Pradier et perfectionne son style académique de peinture. Plus tard son véritable maître est François-Edouard Picot. Il expose au Salon de Paris à partir de 1855.
Il visite l'Allemagne, étudiant les artistes romantiques allemands.
Il regagne Amsterdam, puis plus tard La Haye en 1870. Il collabore souvent avec George Hendrik Breitner et on les appelle les impressionnistes d’Amsterdam.
Il a enseigné à de nombreux élèves, dont son fils Isaac.

## Œuvre
Malgré sa formation, il n'a pas consacré sa carrière à peindre des scènes historiques. Alors qu'il se remettait d'une maladie dans le village de pêcheurs néerlandais de Zandvoort, il a été consterné par le sort tragique des pêcheurs et de leurs familles. Ses peintures sobres et sobres retraçant la vie du village de pêcheurs lui valent une renommée internationale. Les critiques ont comparé son travail au pinceau d'empâtement, ses couleurs chaudes et son utilisation du clair-obscur avec le travail de Rembrandt.
- Sur la tombe de la mère, 1856, huile sur toile, 274 × 207 cm,Stedelijk Museum Amsterdam[4]
- Enfants au bord de la mer, 1872, huile sur toile, 48 × 93 cm, Rijksmuseum Amsterdam[5]
- Fils de l'antique peuple, Rijksmuseum Amsterdam[6]
- Intérieur de chaumière, La Ravaudeuse, huile sur toile, 104 × 134 cm, Musée d'Orsay, Paris[7]
- Femme de pêcheur à la fenêtre, 1896, huile sur toile, 101 × 133 cm, Musée Boijmans Van Beuningen, Rotterdam[8]
- Mariage juif, 1903, huile sur toile, 137 × 148 cm, Rijksmuseum Amsterdam[9]
- Deux enfants épluchant des pommes de terre, estampe, musée de Grenoble (inv. MG 2023-0-296).

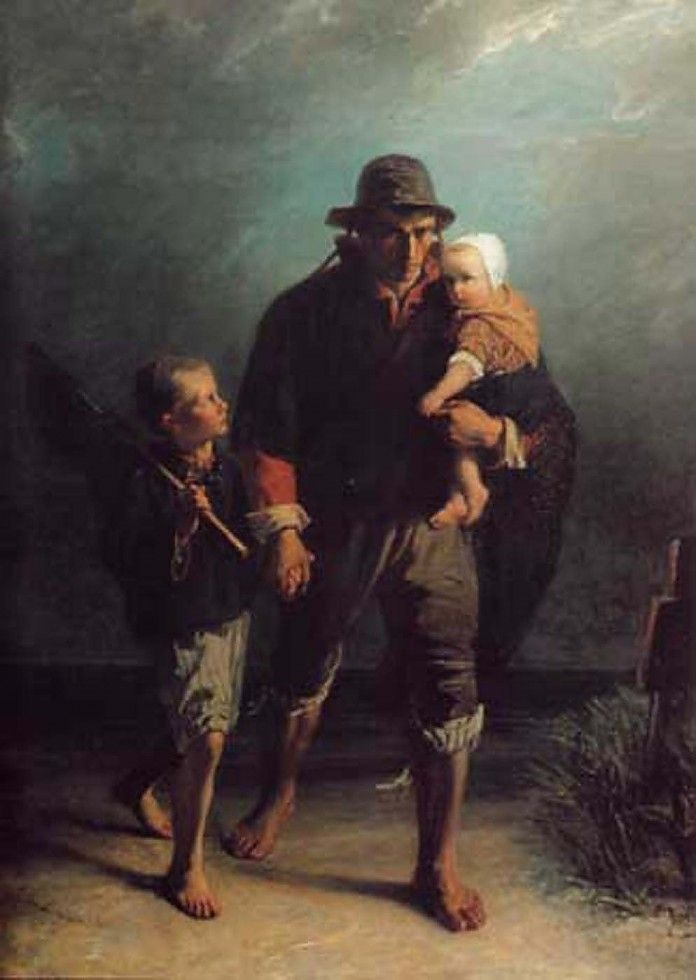
Sur la tombe de la mère, 1856 Stedelijk Museum Amsterdam.
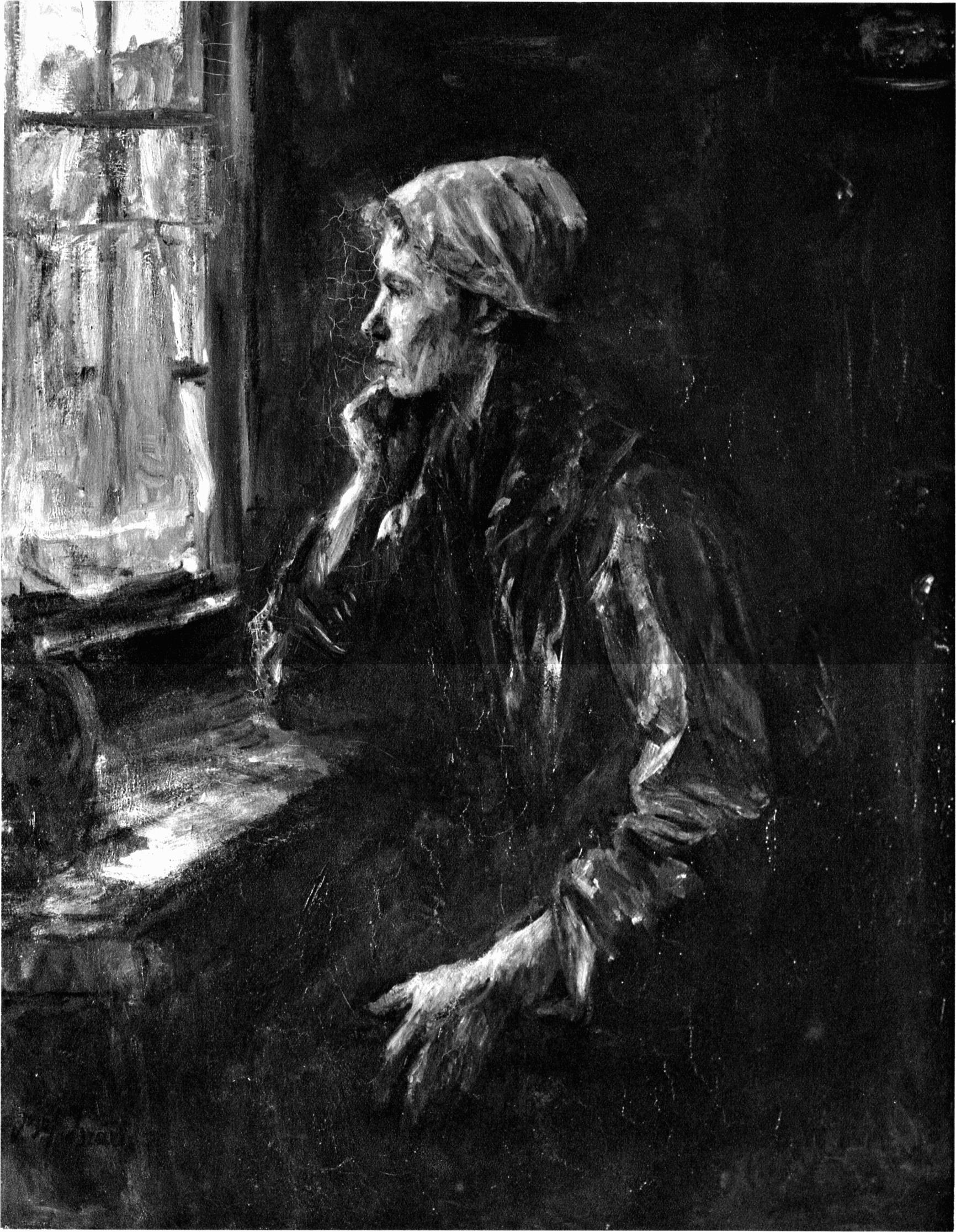
Femme de pêcheur à la fenêtre, 1896 Musée Boijmans Van Beuningen, Rotterdam.
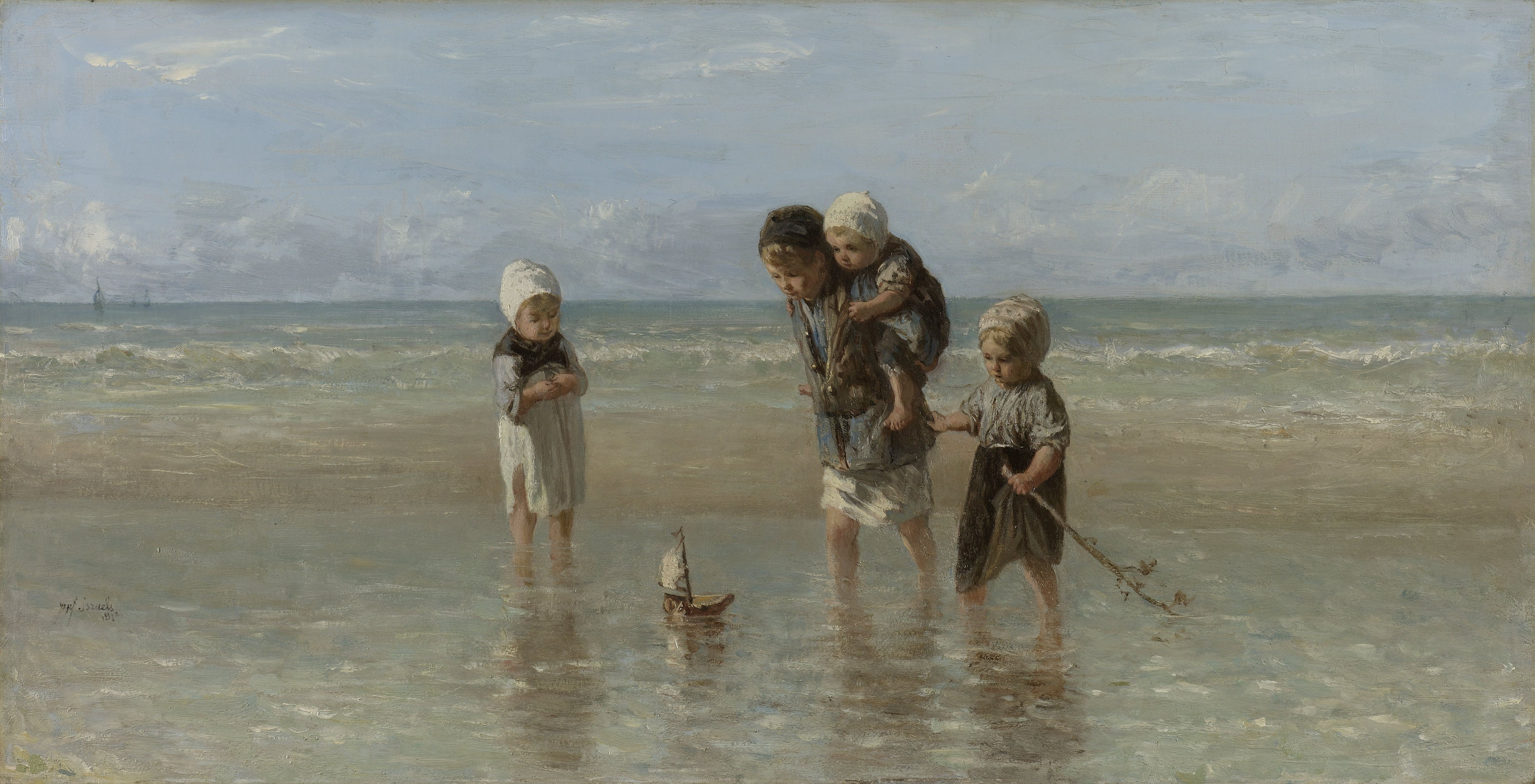
Enfants au bord de la mer, 1872 Rijksmuseum Amsterdam.
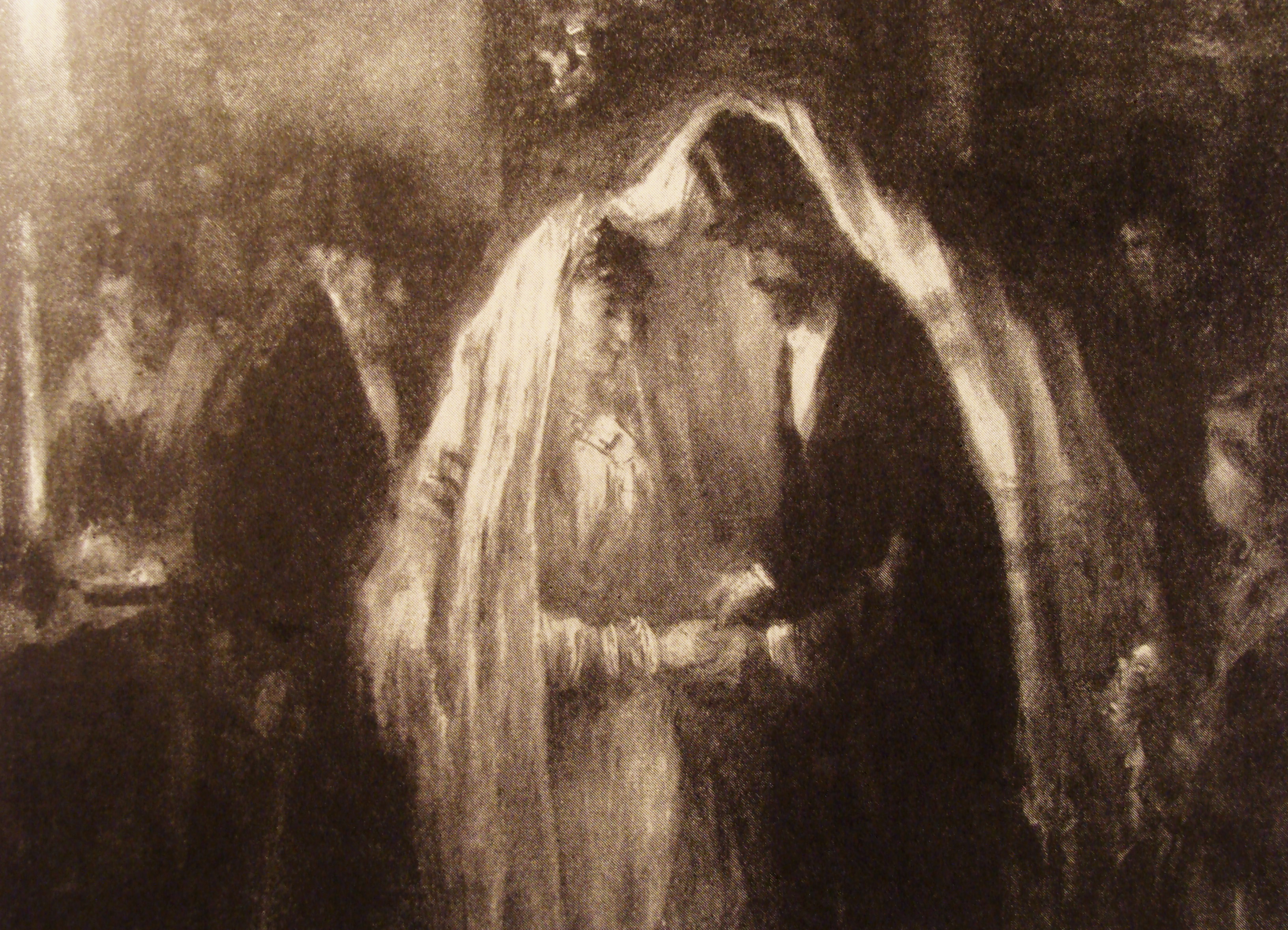
Le Mariage juif, 1903 Rijksmuseum Amsterdam.